# Rio Santo Inácio
Rio Santo Inácio är ett vattendrag i Brasilien.   Det ligger i delstaten São Paulo, i den södra delen av landet, 800 km söder om huvudstaden Brasília.
I omgivningarna runt Rio Santo Inácio växer i huvudsak städsegrön lövskog. Runt Rio Santo Inácio är det glesbefolkat, med 16 invånare per kvadratkilometer.